# Wioślarstwo na Letnich Igrzyskach Olimpijskich 2016 – dwójka bez sternika kobiet
Rywalizacja w dwójce bez sternika kobiet w wioślarstwie na Letnich Igrzyskach Olimpijskich 2016 rozgrywana była między 8 a 12 sierpnia na Lagoa Rodrigo de Freitas.
Do zawodów zgłoszonych zostało 15 osad.

## Terminarz
Wszystkie godziny podane są w czasie brazylijskim (UTC-03:00).
| Data             | Godzina   |            |
| Data             | UTC-03:00 |            |
| ---------------- | --------- | ---------- |
| 8 sierpnia 2016  | 12:30     | Eliminacje |
| 9 sierpnia 2016  | 11:10     | Repasaże   |
| 11 sierpnia 2016 | 08:30     | Półfinały  |
| 12 sierpnia 2016 | 09:30     | Finały     |

## Rekordy
| Nazwa             | Zawodnicy                     | Kraj            | Rezultat | Miejsce   | Data             |
| ----------------- | ----------------------------- | --------------- | -------- | --------- | ---------------- |
| Rekord świata     | Helen Glover Heather Stanning | Wielka Brytania | 6:50,610 | Amsterdam | 30 sierpnia 2014 |
| Rekord olimpijski | Helen Glover Heather Stanning | Wielka Brytania | 6:57,290 | Londyn    | 28 lipca 2012    |

## Wyniki

### Eliminacje
Do półfinałów A/B awansowały trzy pierwsze osady z każdego biegu. Pozostałe osady wzięły udział w repasażach.
Bieg 1
| Pozycja | Tor | Zawodnik                          | Reprezentacja   | Czas    | Uwagi |
| ------- | --- | --------------------------------- | --------------- | ------- | ----- |
| 1.      | 5   | Helen Glover Heather Stanning     | Wielka Brytania | 7:05,05 | Q     |
| 2.      | 1   | Hedvig Rasmussen Anne Andersen    | Dania           | 7:05,28 | Q     |
| 3.      | 2   | Kerstin Hartmann Kathrin Marchand | Niemcy          | 7:17,98 | Q     |
| 4.      | 3   | Jennifer Martins Nicole Hare      | Kanada          | 7:22,99 |       |
| 5.      | 4   | Aletta Jorritsma Karien Robbers   | Holandia        | 7:23,10 |       |

Bieg 2
| Pozycja | Tor | Zawodnik                        | Reprezentacja     | Czas    | Uwagi |
| ------- | --- | ------------------------------- | ----------------- | ------- | ----- |
| 1.      | 5   | Rebecca Scown Genevieve Behrent | Nowa Zelandia     | 7:09,23 | Q     |
| 2.      | 3   | Lee-Ann Persse Kate Christowitz | Południowa Afryka | 7:11,29 | Q     |
| 3.      | 1   | Zhang Min Miao Tian             | Chiny             | 7:15,66 | Q     |
| 4.      | 2   | Noémie Kober Marie Le Nepvou    | Francja           | 7:26,28 |       |
| 5.      | 4   | Alena Furman Ina Nikulina       | Białoruś          | 7:35,23 |       |

Bieg 3
| Pozycja | Tor | Zawodnik                           | Reprezentacja     | Czas    | Uwagi |
| ------- | --- | ---------------------------------- | ----------------- | ------- | ----- |
| 1.      | 3   | Felice Mueller Grace Luczak        | Stany Zjednoczone | 7:05,14 | Q     |
| 2.      | 1   | Anna Boada Aina Cid                | Hiszpania         | 7:12,00 | Q     |
| 3.      | 4   | Anna Wierzbowska Maria Wierzbowska | Polska            | 7:12,82 | Q     |
| 4.      | 2   | Alessandra Patelli Sara Bertolasi  | Włochy            | 7:13,06 |       |
| 5.      | 5   | Mădălina Bereș Laura Oprea         | Rumunia           | 7:18,16 |       |

### Repasaże
Trzy pierwsze osady awansowały do półfinałów A/B. Pozostałe osady awansowały do finału C.
Repasaż
| Pozycja | Tor | Zawodnik                          | Reprezentacja | Czas    | Uwagi |
| ------- | --- | --------------------------------- | ------------- | ------- | ----- |
| 1.      | 6   | Mădălina Bereș Laura Oprea        | Rumunia       | 7:55,25 | Q     |
| 2.      | 2   | Alessandra Patelli Sara Bertolasi | Włochy        | 7:58,89 | Q     |
| 3.      | 3   | Noémie Kober Marie Le Nepvou      | Francja       | 7:59,44 | Q     |
| 4.      | 4   | Jennifer Martins Nicole Hare      | Kanada        | 8:01,09 |       |
| 5.      | 1   | Aletta Jorritsma Karien Robbers   | Holandia      | 8:03,07 |       |
| 6.      | 5   | Alena Furman Ina Nikulina         | Białoruś      | 8:07,16 |       |

### Półfinały
Trzy pierwsze osady z każdego z półfinałów awansowały do finału A. Pozostałe osady awansowały do finału B.
Półfinał 1
| Pozycja | Tor | Zawodnik                           | Reprezentacja     | Czas    | Uwagi |
| ------- | --- | ---------------------------------- | ----------------- | ------- | ----- |
| 1.      | 3   | Helen Glover Heather Stanning      | Wielka Brytania   | 7:18,69 |       |
| 2.      | 4   | Felice Mueller Grace Luczak        | Stany Zjednoczone | 7:20,93 |       |
| 3.      | 2   | Lee-Ann Persse Kate Christowitz    | Południowa Afryka | 7:24,03 |       |
| 4.      | 1   | Mădălina Bereș Laura Oprea         | Rumunia           | 7:29,20 |       |
| 5.      | 5   | Anna Wierzbowska Maria Wierzbowska | Polska            | 7:39,12 |       |
| 6.      | 6   | Alessandra Patelli Sara Bertolasi  | Włochy            | 7:45,44 |       |

Półfinał 2
| Pozycja | Tor | Zawodnik                          | Reprezentacja | Czas    | Uwagi |
| ------- | --- | --------------------------------- | ------------- | ------- | ----- |
| 1.      | 4   | Hedvig Rasmussen Anne Andersen    | Dania         | 7:27,56 |       |
| 2.      | 3   | Rebecca Scown Genevieve Behrent   | Nowa Zelandia | 7:29,67 |       |
| 3.      | 2   | Anna Boada Aina Cid               | Hiszpania     | 7:30,79 |       |
| 4.      | 1   | Zhang Min Miao Tian               | Chiny         | 7:30,90 |       |
| 5.      | 5   | Kerstin Hartmann Kathrin Marchand | Niemcy        | 7:39,79 |       |
| 6.      | 6   | Noémie Kober Marie Le Nepvou      | Francja       | 7:44,81 |       |

### Finały
Finał C
| Pozycja | Tor | Zawodnik                        | Reprezentacja | Czas    | Uwagi |
| ------- | --- | ------------------------------- | ------------- | ------- | ----- |
| 1.      | 1   | Aletta Jorritsma Karien Robbers | Holandia      | 8:23,61 |       |
| 2.      | 2   | Jennifer Martins Nicole Hare    | Kanada        | 8:26,03 |       |
| 3.      | 3   | Alena Furman Ina Nikulina       | Białoruś      | 8:32,54 |       |

Finał B
| Pozycja | Tor | Zawodnik                           | Reprezentacja | Czas    | Uwagi |
| ------- | --- | ---------------------------------- | ------------- | ------- | ----- |
| 1.      | 3   | Zhang Min Miao Tian                | Chiny         | 7:17,12 |       |
| 2.      | 2   | Kerstin Hartmann Kathrin Marchand  | Niemcy        | 7:18,57 |       |
| 3.      | 4   | Mădălina Bereș Laura Oprea         | Rumunia       | 7:19,63 |       |
| 4.      | 5   | Anna Wierzbowska Maria Wierzbowska | Polska        | 7:21,53 |       |
| 5.      | 1   | Alessandra Patelli Sara Bertolasi  | Włochy        | 7:24,51 |       |
| 6.      | 6   | Noémie Kober Marie Le Nepvou       | Francja       | 7:26,55 |       |

Finał A
| Pozycja | Tor | Zawodnik                        | Reprezentacja     | Czas    | Uwagi |
| ------- | --- | ------------------------------- | ----------------- | ------- | ----- |
| złoto   | 3   | Helen Glover Heather Stanning   | Wielka Brytania   | 7:18,29 |       |
| srebro  | 2   | Rebecca Scown Genevieve Behrent | Nowa Zelandia     | 7:19,53 |       |
| brąz    | 4   | Hedvig Rasmussen Anne Andersen  | Dania             | 7:20,71 |       |
| 4.      | 5   | Felice Mueller Grace Luczak     | Stany Zjednoczone | 7:24,77 |       |
| 5.      | 6   | Lee-Ann Persse Kate Christowitz | Południowa Afryka | 7:28,50 |       |
| 6.      | 1   | Anna Boada Aina Cid             | Hiszpania         | 7:35,22 |       |